# Patricia Buval
Patricia Buval (née le 22 janvier 1976 à Fort-de-France) est une athlète française, spécialiste des épreuves du 100 mètres haies.
Elle est maintenant professeur d'éducation physique et sportive au collège France Bloch Serazin de Poitiers.

## Biographie
Médaillée d'argent du 100 m haies lors des Jeux de la Francophonie 2001, elle se classe quatrième du relais 4 × 100 mètres des championnats du monde de 2005, en compagnie de Lina Jacques-Sébastien, Fabé Dia et Christine Arron.

### Palmarès
| Date | Compétition             | Lieu     | Résultat | Épreuve     | Performance |
| ---- | ----------------------- | -------- | -------- | ----------- | ----------- |
| 2001 | Jeux de la Francophonie | Ottawa   | 2e       | 100 m haies | 13 s 02     |
| 2005 | Championnats du monde   | Helsinki | 4e       | 4 × 100 m   | 42 s 85     |

### Records
| Épreuve     | Performance | Lieu   | Date            |
| ----------- | ----------- | ------ | --------------- |
| 100 m       | 11 s 33     | Angers | 14 juillet 2005 |
| 100 m haies | 13 s 02     | Ottawa | 20 juillet 2001 |